# 栃ノ花善治郎
栃ノ花 善治郎（とちのはな ぜんじろう、1902年5月4日 - 1992年4月23日）は昭和時代の大相撲力士。春日野部屋所属。本名は原→秋山善治郎。最高位は十両2枚目。

## 経歴
現在の東京都渋谷区出身。旧制錦城中学に入り、相撲部で主将をつとめ、1919年の全国大会で活躍した。翌1920年卒業後に春日野部屋に入門し、5月に初土俵を踏む。1927年1月十両昇進。十両を4場所連続在位したが、幕下に落ちた。1928年3月再十両を果たしたが、全休してそのまま25歳で廃業した。1992年に満89歳で死去した。